# Peristernia taitensis
Peristernia taitensis is een slakkensoort uit de familie van de Fasciolariidae. De wetenschappelijke naam van de soort is voor het eerst geldig gepubliceerd in 1842 door Lesson.